# 아인부찌에우탕
아인부찌에우탕(베트남어: Anh Vũ Chiến Thắng / 英武昭勝 영무소승 / 1076년 4월 ~ 1085년 2월)은 베트남 리 왕조(李朝) 인종(仁宗) 리깐득(李乾德)의 두번째 연호이다.

## 개원
- 타이닌(太寧) 5년(1076년) 4월에 연호를 아인부찌에우탕(英武昭勝)으로 개원함.[1][2][3]

- 아인부찌에우탕(英武昭勝) 10년 2월 23일[4](1085년 3월 21일)에 연호를 꽝흐우(廣祐)로 개원함.[1][2][5][6]

## 연대 대조표
| 아인부찌에우탕 | 원년       | 2년        | 3년        | 4년        | 5년        | 6년        | 7년        | 8년        | 9년        | 10년       |
| 서기(西紀)     | 1076년     | 1077년     | 1078년     | 1079년     | 1080년     | 1081년     | 1082년     | 1083년     | 1084년     | 1085년     |
| 간지(干支)     | 병진(丙辰) | 정사(丁巳) | 무오(戊午) | 기미(己未) | 경신(庚申) | 신유(辛酉) | 임술(壬戌) | 계해(癸亥) | 갑자(甲子) | 을축(乙丑) |

## 동시대 연호

### 중국
북송(北宋)
- 희녕(熙寧) (1068년 ~ 1077년)
- 원풍(元豊) (1078년 ~ 1085년)

요(遼)
- 대강(大康) (1075년 ~ 1084년)
- 대안(大安) (1085년 ~ 1094년)

대리국(大理國)
- 상덕(上德) (1076년)
- 광안(廣安) (1077년 ~ 1080년)
- 상명(上明) (1081년)
- 보립(保立) (1082년)
- 건안(建安) (1083년 ~ 1091년)

서하(西夏)
- 대안(大安) (1075년 ~ 1085년)

### 일본
- 조호(承保) (1074년 ~ 1077년)
- 조랴쿠(承暦) (1077년 ~ 1081년)
- 에이호(永保) (1081년 ~ 1084년)
- 오토쿠(応徳) (1084년 ~ 1087년)